# تاريخ الأديان

بعض رموز ديانات.

تاريخ الأديان يشير إلى سجل من الأفكار والتجارب العقدية التي اعتقدها الإنسان من سالف الأزمان. ويبدأ هذا السجل من تاريخ الأديان مع اختراع الكتابة تقريباً قبل خمسة آلاف عام أي ما يوافق عام 3000 ق.م في الشرق الأدنى. أما فترة ما قبل تأريخ الديانات فهي تتعلق بدراسة العقائد الدينية التي وُجِدَت قبل ظهور سجلات مكتوبة. أما الجدول الزمني للديانة فهو تاريخ متسلسل مقارن للديانة.
أما كلمة «الديانة» فلم يكن لها ترجمة واضحة في اللغات غير الأوروبية إلا بعد الاستعمار. ولقد كتب دانيال دابيسون يقول: «ما الذي جسم الديانة الغربية في صحوتها وتاريخها تحت اسم» ديانة«... إنه شيء فريد جداً والذي يمكن أن يكون مناسباً لها ولتاريخها فقط». إن تفاعل الثقافات الأخرى مع فئة دينية هو نفسه تفاعلهم مع فكرة طُوِّرت لأول مرة في أوروبا تحت تأثير المسيحية.

## تاريخ دراسة الأديان
بدأت دراسة الأديان في القرن التاسع عشر في مدرسة ألمانية تدعى Religionsgeschichtliche Schule وهي مدرسة للفكر وكانت هذه أول خطوة منظمة لدراسة الأديان كظاهرة اجتماعية.
وقد ظهرت مدرسة Religionsgeschichtliche Schule في وقت كانت دراسة الكتاب المقدس فيه مزدهرة في ألمانيا وأماكن أخرى.

## نظرة عامة
شهد القرن التاسع عشر تزايداً كبيراً في المعرفة بالثقافات والديانات الأخرى، كما شهد أيضاً تأسيس الحركات الاقتصادية وتقدم التورايخ الاجتماعية. وقد سعت مدرسة «تاريخ الأديان» لمراعاة هذا التنوع الديني من خلال ربطه بالحالة الاجتماعية والاقتصادية لجماعة معينة.
ومن المؤكد أن الديانات النموذجية قد مرت بمراحل تطور من المجتمعات البسيطة إلى المجتمعات المعقدة، وخاصةَ من الشرك إلى التوحيد ومن الارتجالية إلى التنظيم. لكن هناك من يدّعي بأن دعوى «تطور الأديان من الشرك إلى التوحيد هي دعوى غير موثوقٍ بها».

## الأصول
يعود أقدم الأدلة على الاعتقادات الدينية إلى الوراء مئات الآلاف من السنين وخاصةً في العصر الحجري الأوسط والأسفل. يشير علماء الآثار إلى المدافن العالمية القديمة للأناس البدائيين -والتي يبلغ عمرها أكثر من 300,000 سنة- على أنها أدلة على وجود الأديان منذ سالف الأزمان. وهناك دليل آخر يتمثل في القطع الأثرية الرمزية البدائية القديمة في مواقع العصر الحجري الأوسط التاريخية بأفريقيا. مع ذلك، فتفسير القطع الأثرية الرمزية من العصر الحجري القديم على أنها أفكار دينية يبقي الأمر مثار جدل. لكن دليل علماء الآثار الذي جاؤا به من العصور المتأخرة يعتبر الأقل إثارة للجدل. وقد فسر العلماء -بشكل عام- عدداً من القطع الأثرية من العصر الحجري الأعلى (50,000-13,000) على أنها تمثل أفكار دينية. ومن أمثلة بقايا العصر الحجري الأعلى التي ترتبط بالأفكار الدينية الرجل الأسد وتماثيل فينوس والصور المرسومة على جدار كهف شوفيت ومراسم الدفن المتقنة لسونجير.
في القرن التاسع عشر خرجت نظريات مختلفة بخصوص أصل الديانات، مزيحين بذلك الإدعاءات القديمة بأن المسيحية أصل الديانات. فقد أخرج المنظران القديمان إداوارد برنت تايلور وهربت سبينسر نظرية الروحانية، بينما استخدم البيولوجي جون لوبوك تعبير الشهوة الجنسية، في هذه الأثناء، فسر العالم الديني القديم ماكس كولر أصل الديانات بأنها بدأت باللذة. وأخيراً اقترح الفلكلور ويلهلم ماندرت أن أصل الأديان كان تفسيرات أسطورية أو خرافية لأحداث طبيعية. لكن كل هذه النظريات انتقدت بشكل واسع، ولم يوجد إجماع على أصل الأديان.

## الديانة المنظمة
خلال التطورات البشرية كان الإنسان يعيش مع جماعات بدائية تعيش على الصيد. ولقد ظهرت الديانات المنظمة والمعقدة حينما هجر الإنسان حياة الصيد البدائية واتجه نحو الزراعة.
ولقد بدأ الإنسان الزراعة وتربية الحيوانات عام 10,000 ق.م في الشرق الأدنى. وقد كان اختراع الزراعة حدثا مهما في التاريخ البشري. حيث أدى التزايد في المحاصيل الزراعية إلى توسع المجتمعات. وتميزت المجتمعات في هذه الفترة بالكثافة السكانية والتعقيد والتنوع في العمل والتركيبات الإدارية والسياسية. وظهرت لأول مرة التنظيمات كالقرى والمدن والولايات والسلطات الحاكمة والأقاليم والأمم والامبراطوريات.
هذا الانتفال من جماعات الصيد إلى الأمم والامبراطوريات انتج تكوينات دينية جديدة عكست تأثير البيئات الاجتماعية والسياسية. حيث كانت العقائد الخرافية مناسبة للجماعات والقبائل الصغيرة. أما الحياة الجديدة فقد احتاجت إلى أديان تضمن الاستقرار والأمن لأعداد السكان الكبيرة وللتجارة وذلك من خلال الطرق الاتية:
- أنشأت الديانة المنظمة لتبرر أعمال السلطة المركزية التي كانت تملك الحق في جمع الضرائب مقابل تزويد الولاية بالخدمات الاجتماعية والأمنية. كانت إمبراطوريات مصر القديمة وبلاد الرافدين لها حكومات دينية يقودها رؤساء، ملوك أو أباطرة يلعبون أدوارا ثنائية كقواد سياسيين وروحيين. من المفترض أن تكون كل المجتمعات والسلطات في كل الولايات حول العالم لها نفس التركيبات السياسية حيث يبرر كاهن المقاطعة أعمال السلطة الحاكمة.
- ظهرت الديانة المنظمة كوسيلة لإبقاء السلام بين الأفراد غير المترابطين. فالجماعات والقبائل تتكون من عدد صغير من الأفراد المترابطين. لكن الولايات والأمم تتركب من آلاف بل ملايين من الأفراد غير المترابطين. وقد ناقش جارد دياموند الديانة التي تخدم زيادة السند بين الأفراد غير المترابطين الذين سيكونون بدونها أشد عداوة. وقد توصل إلى أن سبب الموت بين أفراد جماعات الصيد هو القتل.

### ديانات العصر الحجري
إن ديانات شعوب العصر الحجري تزودنا بدليل عن بعض الديانات الوضعية التي كانت موجودة في ذلك الوقت. لقد كانت مستوطنة العصر الحجري -في تركيا الآن- 6000-5000 ق.م مأوى لـ8٫000 شخص وهي أكبر مستوطنة عرفت من العصر الحجري. ولقد اعتقد جيمس ميللارت -الذي نقب عن الموقع- أن جاتال هويوك كانت المركز الروحي للأناتوليا المركزية. وقد كانت أهم ميزة في جاتال هويوك هي تماثيلها الأنثوية. ولقد ناقش مالارت -المنقب الأصلي- هذه التماثيل التي صُنعت باتقان وبعناية تامة ونحتت من الرخام والكلس الأزرق والبني والصخر والكالسيت والبازلت والمرمر والكلاي ومثلت الإله الأنثى العظيم. بالرغم من وجود الإله الذكر أيضاً «...تماثيل الإلهة الأنثى أكثر بكثير من الإله الذكر الذي علاوة على ذلك لم يظهر ممثلاً إلا بعد المرحلة السادسة». عبر التاريخ، لقد مُيزت ثمانية عشر مرحلة. وقد وُجدت هذه التماثيل المتقنة ابتداءً في أماكن اعتقد مالارت أنها أضرحة. على أية حال لقد وُجد تمثال لأحد الآلهة الذكورية المهيبة جالساً على عرشه ومحاط باثنين من إناث الأسود في صندوق للحبوب وهنا استنتج مالارت أن هذا التمثال ربما كان وسيلة لضمان الحصاد أو لحماية إمداد الغذاء.

### اختراع الكتابة
انظر أيضًا: تاريخ الكتابة
متابعةً لثورة العصر الحجري، فإن سرعة التقدم والتطور التقني قد تكثفت. وكلما أصبح المجتمع البشري أكثر تعقيداً، أصبحت أنظمة المحاسبة المتطورة أكثر ضرورة. ولقد ابتكر المصريون القدماء والسومريون الكتابة كوسيلة لتسجيل حسابات الصفقات وذلك عام 3000 ق.م. وكانت أول النصوص الدينية العلامة الأولى لبداية التاريخ الديني. فنصوص الأهرام من مصر القديمة تعتبر واحدة من أقدم النصوص الدينية المعروفة حول العالم والتي يبلغ عمرها 2400-2300 ق.م. ولقد لعبت الكتابة دوراً رئيساً في تحَمُّل الديانة الوضعية وذلك عن طريق توحيد الأفكار الدينية في أي زمان ومكان، بحيث يكون الدين الوضعي مُجدي عمليًا.

## العصور الوسطى
إن ديانات العالم في العصر الحديث قد تأسست في كافة أنحاء أوراسيا أثناء العصور الوسطى وذلك عن طريق المسيحية في العالم الغربي، مهمات البوذية في شرق آسيا، الهبوط البوذي في شبه القارة الهندية، وانتشار الإسلام في كافة أنحاء الشرق الأوسط، وسط آسيا، شمال أفريقيا وأجزاء من أوروبا والهند.
أثناء العصور الوسطى، إصطدم المسلمون بالمجوس أثناء الفتح الإسلامي لفارس؛ واصطدم المسيحيون بالمسلمين أثناء حروب العرب مع الروم، الحملات الصليبية، سقوط الأندلس، والفتوحات العثمانية في أوروبا؛ واصطدم المسيحيون باليهود أثناء الحملات الصليبية، سقوط الأندلس ومحاكم التفتيش؛ واصطدم الشامان بالبوذيين والطاويين والمسلمين والمسيحيين في حروب التتار المنغوليين؛ وقد اصطدم المسلمون بالهندوس والسيخ خلال الفتح الإسلامي لشبه القارة الهندية.
ولقد أكدت العديد من الحركات الدينية في العصور الوسطى مفهوم الروحانية، مثل: الكاثريون والحركات المتعلقة بهم في الغرب، والحركة الباكتية في الهند والصوفية في الإسلام. ولقد وصل توحيد الآلهة إلى أشكال مميزة في الكريستولوجيا المسيحية والتوحيد الإسلامي. وقد وصلت الأفكار الهندو توحيدية البرهمية -بنفس النمط- إلى شكلها التقليدي بفضل تعليمات آدي شانكارا.

## العصور الحديثة
لقد قام الاستعمار الأوروبي أثناء القرن الخامس عشر وحتى التاسع عشر بنشر المسيحية في أفريقيا جنوب الصحراء، الأمريكيتين، أُستراليا وبلاد الفلبين. وقد شهد القرن الثامن عشر بداية الانفتاح في أوروبا وتمرد الطبقات الكادحة على النبلاء في صحوة الثورة الفرنسية.
وفي القرن العشرين؛ ظهرت الأنظمة الشيوعية في شرق أوروبا والصين الشيوعية التي كانت ضد الأديان بشكل واضح. وقد أنشئ عدد كبير من الحركات الدينية الجديدة والتي أفرزتها عناصر كثيرة لتأسيسها.[بحاجة لمصدر] وقد كان لزاماً أن تكون تلك الحركات الجديدة محدودة، وتبقى منهم أقل من 2% في العالم حتى عام 2000.[بحاجة لمصدر] أما المؤمنون والمؤيدون للديانات الإبراهيمية فعددهم يربو على 75% من سكان العالم، بينما عدد الملتزمين بالديانات العشائرية الأصلية قد هبط إلى 4%. بحسب إحصائية 2005، فالنسبة المتبقية 14% من سكان العالم يعرفون بأنهم لادينيين.[بحاجة لمصدر]

## تطور الديانات الجديدة
الحركات الدينية الجديدة (NRM) هو تعبير يستخدم للإشارة إلى إيمان ديني أو أخلاقي، روحاني، أو حركة فلسفية من أصل متأخر ليس جزءاً من طائفةٍ قائمةٍ أو كنيسة أو جسم ديني.